# Santi numi
Viene usato nell'italiano moderno per descrivere stupore o rabbia
Es:"Santi numi! Chi ha combinato questo disastro!?"